# Ричард Лорънс Милингтън Синг
Ричард Лорънс Милингтън Синг (на английски: Richard Laurence Millington Synge) е британски биохимик, носител на Нобелова награда за химия за 1952 година заедно с Арчър Мартин за изследванията си върху хроматографията.

## Биография
Роден е на 28 октомври 1914 година в Ливърпул, Англия. Завършва Уинчестър колидж и Тринити колидж, Кейбридж. Няколко години е касиер на подразделение на Кралската химична общност. Професор по биология в Университета на Източна Англия през 1968 – 1984 г.
Умира на 18 август 1994 година в Норич на 79-годишна възраст.